# Carlos Dreyer
Carlos Dreyer (n. Homberg 1895 – f. Ingolstadt 1975), fue un pintor, fotógrafo y coleccionista alemán radicado en el Perú. Su obra pictórica de estilo realista y figurativo tiene al habitante andino y a su entorno natural como protagonistas principales. Durante los cincuenta años que vivió en el Perú logró formar una importante colección de objetos prehispánicos, coloniales y etnográficos que dieron origen al Museo Carlos Dreyer de la ciudad de Puno, Perú.

## Biografía
Carl (Carlos) Dreyer nació en 1895 en Homberg, Alemania, y creció en el seno de una familia de joyeros y relojeros asentada en la ciudad bávara de Ingolstadt. Desde temprana edad manifestó interés y talento para el dibujo y la pintura aunque por imposición de su padre tuvo que formarse como relojero. No obstante, con el apoyo de su madre, continúo desarrollado su talento artístico y aprendió de reputados pintores como Johannes Eppenheim y otros artistas bávaros de la escuela de Carl Theodor von Piloty. 
A inicios de la década de 1920, Carlos Dreyer viaja a Sudamérica con un contrato de dos años como relojero en la ciudad de Valdivia en Chile. Al término de este tiempo y con el dinero ahorrado, recorrió varios países sudamericanos pintando y dibujando temas andinos antes de volver a Alemania. Esas vivencias en tierras lejanas y el contacto con la cultura andina reafirmaron sus convicciones que lo llevaron a tomar la decisión de dedicarse por entero a la pintura.
El retorno a Alemania fue breve. Probablemente fueron algunos pocos meses durante el año de 1923, ya que Carlos Dreyer permaneció allá sólo el tiempo necesario para visitar a su familia y conseguir los fondos necesarios para financiar su vuelta a Sudamérica. Sabía que su sueño le iba a costar muchos sacrificios como el dejar una profesión respetada y bien remunerada y también la vida cómoda y sin apremios que le hubiera proporcionado el trabajar en el negocio familiar, sin embargo estaba decidido a intentarlo.
En el año 1924 Carlos Dreyer regresa al Perú y en Lima consigue un contrato como redactor e ilustrador de la revista The West Coast Leader, una destacada publicación en inglés editada e impresa en Lima bajo la dirección del periodista estadounidense C.N. Griffis. Ese contrato le permitió viajar por gran parte de la variada geografía peruana, y también boliviana, pintando y dibujando diversos temas que ilustrarían las portadas y artículos en The West Coast Leader y sus suplementos Pictorial Peru y Ciudad y Campo y Caminos. En 1926 se interna en la Selva Central del Perú en una travesía que lo llevaría hasta en la región de río Ucayali para hacer reportajes ilustrados sobre la vida y costumbres de los habitantes de esos lugares tan escasamente conocidos en aquellas épocas. De ese viaje existe una serie de cerca 90 fotografías tomadas por Dreyer con una cámara de formato medio. Posteriormente viajó extensivamente por la amazonía boliviana, sobre todo en la región selvática de los ríos Mamoré y Chimoré, la planicie del Beni y el Chaco Boliviano, recopilando abundante material pictórico y fotográfico que serviría para artículos y también para sus futuras exposiciones pictóricas.
Aquellos largos, fatigosos y a la vez fascinantes viajes de exploración en la Amazonía peruana y boliviana se materializaron en un valioso material pictórico y fotográfico que, sumado a las pinturas y dibujos conseguidos en innumerables viajes de estudio en los Andes, le valieron a Carlos Dreyer el reconocimiento de importantes personalidades del ámbito cultural y político del Perú de ese entonces. Entre ellos destaca la figura del Presidente de la República Augusto Leguía, quien en 1926 inaugura en Lima la primera exposición de Carlos Dreyer en el Perú y que supone el inicio de una larga carrera como reconocido pintor. 
Formó parte de del movimiento pictórico denominado indigenista, liderado por José Sabogal, cuyo principal objetivo era retratar el carácter y la idiosincrasia del Perú andino a través del prototipo de sus habitantes, el indio, y de sus escenarios andinos. El lago Titicaca fue uno de sus lugares predilectos en los Andes, cuya naturaleza y cultura nativa serían unas de sus mayores fuentes de inspiración artística En la ciudad de Puno, principal puerto del lago, conoce a la joven dama puneña María Costa Rodríguez con quien se casaría en el año 1929, circunstancia que lo llevaría a hacer de Puno su lugar de residencia definitiva. A partir de esa fecha establecería en Puno su taller de pintura y su base de trabajo desde donde partiría hacia sus viajes de estudio pictóricos y fotográficos y también a diferentes ciudades de Sudamérica para realizar sus exposiciones.
A lo largo de los cincuenta años que residió en el Perú, Carlos Dreyer sacó adelante también otras inquietudes e intereses como fotógrafo, etnólogo aficionado y coleccionista. Fue su labor como conocedor y coleccionista de objetos prehispánicos, coloniales y etnológicos de la región sur andina lo que lo llevó a hacerse muy conocido y a convertirse en punto de referencia para todo aquel que se interesara en la historia de la región. A la muerte del pintor, sus hijos Elfriede y Augusto Dreyer Costa donaron las piezas que conformaban la colección de su padre al Consejo Municipal de Puno. La Municipalidad de Puno adquirió el inmueble propiedad de los herederos y allí fundó un nuevo museo público dándole el nombre de Museo Carlos Dreyer en el año de 1977. A los ambientes del nuevo museo se trasladaron las piezas que conformaban el antiguo Museo Municipal y en los años siguientes la colección se siguió incrementando con piezas fruto de excavaciones en la región.
A la edad de 80 años, Carlos Dreyer fallece en su tierra natal el 29 de mayo de 1975 durante una visita a su familia en la ciudad de Ingolstadt. Yace en la tumba de la familia Dreyer junto a sus padres y hermanos.